# Viduidae
Família de aves passeriformes, com 20 espécies, divididas em dois géneros:
- Vidua (19 espécies)
- Anomalospiza
  - Anomalospiza imberbis